# Всеукраїнський комітет на захист української мови
Всеукраїнський комітет захисту української мови — об'єднання («Спи́сок 300») представників української творчої інтелігенції, політиків, юристів, громадських діячів з метою захисту української мови, що його було засновано 27 червня 2012 р. Про заснування комітету було оголошено під час пресової конференції в УНІАН.
Ініціаторами створення «Всеукраїнського комітету на захист української мови» стали народні депутати Олесь Доній, Юрій Стець, письменники Василь Шкляр, Дмитро Капранов та правозахисник Василь Овсієнко, Народна артистка України Ніна Матвієнко.
За визначенням О. Донія, метою комітету є об'єднання усіх патріотичних сил, а також носіїв мов національних меншин проти поширення русифікації в Україні.
|  | Ми створили комітет не проти російської мови чи мови нацменшин, ми не виступаємо проти жодної іншої мови, ми виступаємо проти русифікації, проти деукраїнізації України. Ми виступаємо на захист усіх мов, які потребують державної і громадської підтримки, а тому звертаємося до народу України створити осередки комітету в кожному регіоні України, в кожному місті, селі. О. Доній, народний депутат України |

|  | У нашому комітеті ми ще створимо підкомітет із захисту російської мови від таких людей як пани Колесніченко та Ківалов. Цей список перших трьохсот, ми сподіваємося, що він буде багатотисячним. В. Шкляр, письменник |

|  | На жаль, ми сьогодні перебуваємо в Україні зі своєю мовою, яка фактично перебуває у меншині. В. Овсієнко, правозахисник |

|  | Мову треба сьогодні рятувати, бо ми втратимо державу. А на рятування держави не запрошують: хочеш - вставай і йди. Однак я би дійсно хотів, щоб цей рух став аполітичним. Ю. Стець, народний депутат України |

Підтримуючи позицію колег, Д.Капранов закликав бойкотувати видавництва, афільовані до певних політиків, які голосували за мовний законопроєкт.
До першої п'ятірки «Списку 300» увійшли депутати Олесь Доній та Юрій Стець, письменник Василь Шкляр, співачка Ніна Матвієнко та генеральний директор телеканалу «ТВі» Микола Княжицький. Серед інших знакових постатей є Левко Лук'яненко, Мирослав Маринович, Євген Сверстюк, Юрій Макаров, Олексій Гарань, Марія Бурмака, В'ячеслав Брюховецький, Володимир Вятрович, Олена Герасим'юк, Юрій Андрухович, Михайло Іллєнко, Іван Малкович та інші. Від української діаспори до «Списку 300» увійшли Осип Зінкевич (видавець, США / Україна), Тамара Олексій («Український конгресовий комітет Америки»), Михайло Савків («Українська національна інформаційна служба», США), Андрій Футей («Український конгресовий комітет Америки»), Юрій Фігель (Медіа-портал діаспори «VIDIA»), Орест Стеців («Ліга українців Канади»), Андрій Головатий (громадський діяч, Канада), Аннік Білобран («Асоціація нащадків українських волонтерів французького іноземного легіону»), Наталя Пастернак («Репрезентативний Комітет українських організацій Франції»), а також Михайло Ратушний від «Української всесвітньої координаційної ради».
У «Списку 300» є колишні політв'язні Левко Лук'яненко, Євген Сверстюк, Мирослав Маринович, видавці та літератори Юрій Андрухович, Юрій Винничук, Іван Драч, Василь Шкляр, Олександр Ірванець, брати Капранови, Іван Малкович, журналісти та телеведучі Андрій Куликов, Юрій Макаров, Микола Княжицький, діячі культури Сергій Архипчук, Богдан Бенюк.
З числа політиків у список увійшли віце-спікер Верховної Ради України Микола Томенко, екс-міністр внутрішніх справ Юрій Луценко, народний депутат (НУ-НС) Олесь Доній, лідер партії «За Україну!» В'ячеслав Кириленко.
Крім того, в списку присутні такі вчені, викладачі як почесний президент Національного університету «Києво-Могилянська академія» В'ячеслав Брюховецький, історик В'ячеслав В'ятрович, історик, політолог Олексій Гарань.
До «Списку 300» увійшли також музиканти і виконавці: Марія Бурмака, Олег Михайлюта(Фагот з гурту «ТНМК»), Валерій Харчишин (гурт «Dруга ріка»), Тарас Чубай (гурт «Плач Єремії») та ін.
Як заявив О. Доній, комітет оголошує про дві ініціативи: організація безкоштовних курсів української мови та програму «український народний університет», у рамках якої науковці та викладачі будуть їздити Україною і поширювати інформацію про українську культуру.